# Mycodiplosis sphaerothecae
Mycodiplosis sphaerothecae is een muggensoort uit de familie van de galmuggen (Cecidomyiidae). De wetenschappelijke naam is gepubliceerd in 1889 door Rübsaamen.
De larven vreten van de urediniosporen, teliosporen en aeciosporen van onder andere muntroest.